# Північ штату Сеара (мезорегіон)
Північ штату Сеара (порт. Mesorregião do Norte Cearense) — адміністративно-статистичний мезорегіон у Бразилії, входить у штат Сеара. Населення становить 969 534 осіб на 2006 рік. Займає площу 21 059,210 км². Густота населення — 46,0 ос./км².

## Склад мезорегіону
У мезорегіон входять наступні мікрорегіони:
1. Батуріте
2. Канінде
3. Каскавел
4. Шорозінью
5. Ітапіпока
6. Урубуретама
7. Байшу-Куру
8. Медіу-Куру

| Бразилія | Це незавершена стаття з географії Бразилії. Ви можете допомогти проєкту, виправивши або дописавши її. |